# Steve Broidy
Steve Broidy, eigentlich Samuel Broidy (* 14. Juni 1905 in Malden, Massachusetts; † 28. April 1991 in Los Angeles) war ein US-amerikanischer Filmproduzent (Executive Producer).

## Leben
Nachdem Broidy ein Studium der Rechtswissenschaften an der Boston University auf Grund der Auswirkungen der Depression abbrechen musste, begann er 1925 als Verkäufer bei der Franklin Film Company zu arbeiten. Im Folgejahr wechselte er zu Universal und 1931 zu Warner Bros. 1933 kam er zu dem Hollywood-Studio Monogram Pictures, das Low-Budget-Filme produzierte und für seine Western bekannt war.  Broidy begann dort zunächst als Bostoner Vertriebsleiter und stieg 1940 zum Vorstandsmitglied, Vizepräsidenten und Hauptvertriebsleiter auf. Zu dieser Zeit zog er mit seiner Familie nach Los Angeles. Ab 1945 war er 20 Jahre lang Präsident von Monogram (bzw. nach dessen Umfirmierung von Allied Artists). 1965 gründete er sein eigenes unabhängiges Filmstudio, Motion Pictures International (MPI). MPI produzierte unter anderem William Friedkins Debütfilm Good Times (1967), eine Komödie mit Sonny and Cher. Von 1960 bis 1969 gehörte Broidy dem Academy Board of Governors der Academy of Motion Picture Arts and Sciences (AMPAS) an.
Neben seiner Karriere in der Filmbranche engagierte sich Broidy auch im sozialen Bereich, wo er seine Kenntnisse in Organisation und Fundraising einsetzte. Unter anderem trug er 1961 durch die Akquisition von Spendengeldern wesentlich zu der Zusammenführung der Kliniken Cedars of Lebanon und Mount Sinai Hospitals zum Cedars-Sinai Medical Center bei. 1963 wurde er mit dem Ehrenoscar für besondere humanitäre Verdienste (Jean Hersholt Humanitarian Award) ausgezeichnet.
Broidy starb 1991 an einem Herzinfarkt, den er als Zuschauer während eines Spiels im Dodger Stadium erlitt. Er hinterließ eine Tochter und zwei Söhne. Die Margaret Herrick Library in Beverly Hills bewahrt eine Nachlass-Sammlung mit finanziellen und geschäftlichen Unterlagen von Broidy auf.

## Filmografie
- 1961: Rocket Attack U.S.A.
- 1967: Good Times
- 1967: The Fox
- 1969: 80 Schritte bis zum Glück (80 Steps to Jonah)
- 1972: Die Höllenfahrt der Poseidon (The Poseidon Adventure)
- 1976: Sie nannten ihn El Lute (Bobbie Jo and the Outlaw)